# George Truitt
George Truitt, född 1756 i Kent County i Delaware, död 8 oktober 1818 i Kent County i Delaware, var en amerikansk politiker (federalist). Han var Delawares guvernör 1808–1811. 
Truitt var verksam som jordbrukare och satt i båda kamrarna av Delawares lagstiftande församling innan han valdes till guvernör.
Truitt efterträdde 1808 Nathaniel Mitchell som Delawares guvernör och efterträddes 1811 av Joseph Haslet. Truitt avled 1818 och gravsattes i Kent County.